# Nader onderzoek rijvaardigheid
Het nader onderzoek rijvaardigheid (voorheen Bureau Nader Onderzoek Rijvaardigheid, of B.N.O.R.) is een speciaal examen van het Centraal Bureau Rijvaardigheidsbewijzen (CBR). In de volksmond werd dit ook wel staatsexamen genoemd.
Als iemand binnen vijf jaar viermaal gezakt is voor het rijexamen van het CBR, dan dient men daarna af te rijden via een 'nader onderzoek rijvaardigheid'. Men blijft net zo lang het nader onderzoek rijden tot het rijbewijs behaald is.

## Faalangst en onzekerheid
Er wordt van uitgegaan dat elke kandidaat binnen 4 keer zijn rijexamen moet kunnen halen; lukt dat niet, dan zou het bijvoorbeeld met faalangst of onzekerheid te maken kunnen hebben. Daarom wordt er tijdens het nader onderzoek speciaal aandacht aan dergelijke zaken geschonken. Tot 2018 was het de gewoonte om bij een examen te starten vanaf een neutrale locatie, bijvoorbeeld vanuit een hotel. Sindsdien vertrekken examenkandidaten vanaf een CBR-locatie. Ook geeft de examinator tevoren tips en stelt theoretische vragen. Tijdens het examen geeft de examinator ook uitleg en tips, tevens kan er tussendoor een pauze ingevoegd worden, indien men dat zelf aangeeft. Het examen duurt 70 minuten, een kwartier langer dan een regulier examen. Een faalangst examen duurt 25 minuten langer dan een regulier examen. Als de kandidaat voelt dat de zenuwen de overhand nemen kan er een time-out gevraagd worden en mag de kandidaat de auto op een veilige plek langs de kant geplaatst worden om tot rust te komen.
Het is niet zo, dat men bij het nader onderzoek makkelijker slaagt dan bij een regulier rijexamen. Het is alleen zo, dat bij een nader onderzoek geprobeerd wordt wat onzekerheid bij de kandidaat weg te nemen, waardoor de kans op succes toeneemt.